# 下大拉貢 (佛羅里達州)
下大拉貢（英語：Lower Grand Lagoon）是位於美國佛羅里達州貝縣的一個人口普查指定地區。

## 地理
下大拉貢的座標為30°09′03″N 85°45′41″W / 30.15083°N 85.76139°W，而該地最高點為海拔高度3米（即10英尺）。

## 人口
根據2010年美國人口普查的數據，下大拉貢的面積為7.00平方千米，當中陸地面積為5.50平方千米，而水域面積為1.50平方千米。當地共有人口3881人，而人口密度為每平方千米554人。